# Chile na Letnich Igrzyskach Olimpijskich 2012
Chile na Letnich Igrzyskach Olimpijskich 2012, które odbyły się w Londynie, reprezentowało 35 zawodników. Nie zdobyli oni żadnego medalu.
Był to dwudziesty drugi start reprezentacji Chile na letnich igrzyskach olimpijskich.

## Reprezentanci

### Gimnastyka

#### Gimnastyka sportowa
Mężczyźni
| Zawodnik       | Konkurencja     | Kwalifikacje | Kwalifikacje | Kwalifikacje | Kwalifikacje | Kwalifikacje | Kwalifikacje | Kwalifikacje | Kwalifikacje | Finał    | Finał    | Finał    | Finał    | Finał    | Finał    | Finał  | Finał   |
| Zawodnik       | Konkurencja     | Przyrząd     | Przyrząd     | Przyrząd     | Przyrząd     | Przyrząd     | Przyrząd     | Razem        | Miejsce      | Przyrząd | Przyrząd | Przyrząd | Przyrząd | Przyrząd | Przyrząd | Razem  | Miejsce |
| Zawodnik       | Konkurencja     | FX           | PH           | SR           | VT           | PB           | HB           | Razem        | Miejsce      | FX       | PH       | SR       | VT       | PB       | HB       | Razem  | Miejsce |
| -------------- | --------------- | ------------ | ------------ | ------------ | ------------ | ------------ | ------------ | ------------ | ------------ | -------- | -------- | -------- | -------- | -------- | -------- | ------ | ------- |
| Tomás González | Ćwiczenia wolne | 15.533       | —            | —            | —            | —            | —            | 15.533       | 6.           | 15.366   | —        | —        | —        | —        | —        | 15.366 | 4.      |
| Tomás González | Skok            | —            | —            | —            | 16.433       | —            | —            | 16.433       | 3.           | —        | —        | —        | 16.183   | —        | —        | 16.183 | 4.      |

Kobiety
| Zawodnik      | Konkurencja           | Kwalifikacje | Kwalifikacje | Kwalifikacje | Kwalifikacje | Kwalifikacje | Kwalifikacje | Finał    | Finał    | Finał    | Finał    | Finał | Finał   |
| Zawodnik      | Konkurencja           | Przyrząd     | Przyrząd     | Przyrząd     | Przyrząd     | Razem        | Miejsce      | Przyrząd | Przyrząd | Przyrząd | Przyrząd | Razem | Miejsce |
| Zawodnik      | Konkurencja           | FX           | VT           | UB           | BB           | Razem        | Miejsce      | FX       | VT       | UB       | BB       | Razem | Miejsce |
| ------------- | --------------------- | ------------ | ------------ | ------------ | ------------ | ------------ | ------------ | -------- | -------- | -------- | -------- | ----- | ------- |
| Simona Castro | Wielobój indywidualny | 12.600       | 13.666       | 12.266       | 12.400       | 50.932       | 43.          | NQ       | NQ       | NQ       | NQ       | NQ    | NQ      |

### Jeździectwo

#### Skoki
| Zawodnik                                                          | Koń                   | Konkurencja   | Kwalifikacje | Kwalifikacje | Kwalifikacje | Kwalifikacje | Kwalifikacje | Kwalifikacje | Kwalifikacje | Kwalifikacje | Finał   | Finał   | Finał   | Finał   | Finał   | Razem | Razem   |
| Zawodnik                                                          | Koń                   | Konkurencja   | Runda 1      | Runda 1      | Runda 2      | Runda 2      | Runda 2      | Runda 3      | Runda 3      | Runda 3      | Runda A | Runda A | Runda B | Runda B | Runda B | Razem | Razem   |
| Zawodnik                                                          | Koń                   | Konkurencja   | Kary         | Miejsce      | Kary         | Łącznie      | Miejsce      | Kary         | Łącznie      | Miejsce      | Kary    | Miejsce | Kary    | Łącznie | Miejsce | Kary  | Miejsce |
| ----------------------------------------------------------------- | --------------------- | ------------- | ------------ | ------------ | ------------ | ------------ | ------------ | ------------ | ------------ | ------------ | ------- | ------- | ------- | ------- | ------- | ----- | ------- |
| Rodrigo Carrasco                                                  | Or De La Charbonniere | indywidualnie | 5            | =53.         | 17           | 22           | 61.          | NQ           | NQ           | NQ           | NQ      | NQ      | NQ      | NQ      | NQ      | 22    | 61.     |
| Tomas Couve Correa                                                | Underwraps            | indywidualnie | 6            | =58.         | 5            | 11           | =53.         | NQ           | NQ           | NQ           | NQ      | NQ      | NQ      | NQ      | NQ      | 11    | =53.    |
| Carlos Milthaler                                                  | Hyo Altenero          | indywidualnie | 4            | =42.         | 8            | 12           | =56.         | NQ           | NQ           | NQ           | NQ      | NQ      | NQ      | NQ      | NQ      | 12    | =56.    |
| Samuel Parot                                                      | Al Calypso            | indywidualnie | 8            | =60.         | 9            | 17           | 59.          | NQ           | NQ           | NQ           | NQ      | NQ      | NQ      | NQ      | NQ      | 17    | 59.     |
| Rodrigo Carrasco Tomas Couve Correa Carlos Milthaler Samuel Parot | Patrz wyżej           | drużynowo     | —            | —            | —            | —            | —            | —            | —            | —            | 22      | 15.     | NQ      | NQ      | NQ      | 22    | 15.     |

### Judo
Mężczyźni
| Zawodnik         | Konkurencja | 1/32             | 1/16                        | 1/8              | Ćwierćfinał      | Półfinał         | Repesaże         | O 3. miejsce     | Finał            | Finał   |
| Zawodnik         | Konkurencja | Przeciwnik Wynik | Przeciwnik Wynik            | Przeciwnik Wynik | Przeciwnik Wynik | Przeciwnik Wynik | Przeciwnik Wynik | Przeciwnik Wynik | Przeciwnik Wynik | Pozycja |
| ---------------- | ----------- | ---------------- | --------------------------- | ---------------- | ---------------- | ---------------- | ---------------- | ---------------- | ---------------- | ------- |
| Alejandro Zuñiga | −60 kg      | BYE              | Szawdatuaszwili P 0002-0101 | NQ               | NQ               | NQ               | NQ               | NQ               | NQ               | NQ      |

### Kolarstwo

#### Kolarstwo szosowe
Mężczyźni
| Zawodnik        | Konkurencja                | Czas    | Pozycja |
| --------------- | -------------------------- | ------- | ------- |
| Gonzalo Garrido | Wyścig ze startu wspólnego | 5:46:37 | 72.     |

Kobiety
| Zawodniczka | Konkurencja                | Czas | Pozycja |
| ----------- | -------------------------- | ---- | ------- |
| Paola Muñoz | Wyścig ze startu wspólnego | DNF  | DNF     |

#### Kolarstwo torowe
Mężczyźni
| Zawodnik      | Konkurencja | Start lotny | Start lotny | Wyścig punktowy | Wyścig punktowy | Wyścig eliminacyjny | Wyścig na dochodzenie | Wyścig na dochodzenie | Scratch | Wyścig na 1000 m | Wyścig na 1000 m | Suma punktów | Miejsce |
| Zawodnik      | Konkurencja | Czas        | Miejsce     | Punkty          | Miejsce         | Miejsce             | Wynik                 | Miejsce               | Miejsce | Czas             | Miejsce          | Suma punktów | Miejsce |
| ------------- | ----------- | ----------- | ----------- | --------------- | --------------- | ------------------- | --------------------- | --------------------- | ------- | ---------------- | ---------------- | ------------ | ------- |
| Luis Mansilla | Omnium      | 14.270      | 18.         | -40             | 18.             | 16.                 | 4:53.23               | 18.                   | 16.     | 1:08.517         | 18.              | 104          | 18.     |

### Lekkoatletyka
Mężczyźni
| Zawodnik       | Konkurencja   | Eliminacje | Eliminacje | Ćwierćfinał | Ćwierćfinał | Półfinał | Półfinał | Finał   | Finał   |
| Zawodnik       | Konkurencja   | Wynik      | Miejsce    | Wynik       | Miejsce     | Wynik    | Miejsce  | Wynik   | Miejsce |
| -------------- | ------------- | ---------- | ---------- | ----------- | ----------- | -------- | -------- | ------- | ------- |
| Cristian Reyes | bieg na 200 m | 21.29      | 7.         | —           | —           | NQ       | NQ       | NQ      | NQ      |
| Yerko Araya    | chód 20 km    | —          | —          | —           | —           | —        | —        | 1:25:27 | 41.     |
| Edward Araya   | chód 50 km    | —          | —          | —           | —           | —        | —        | DSQ     | DSQ     |

| Zawodnik           | Konkurencje   | Konkurencje                | Wyniki  | Punkty | Miejsce |
| ------------------ | ------------- | -------------------------- | ------- | ------ | ------- |
| Gonzalo Barroilhet | dziesięciobój | bieg 100 m                 | 11.18   | 821    | 25.     |
| Gonzalo Barroilhet | dziesięciobój | skok w dal                 | 6.80    | 767    | 27.     |
| Gonzalo Barroilhet | dziesięciobój | pchnięcie kulą             | 14.49   | 758    | 12.     |
| Gonzalo Barroilhet | dziesięciobój | skok wzwyż                 | 2.05    | 850    | =2.     |
| Gonzalo Barroilhet | dziesięciobój | bieg 400 m                 | 51.07   | 766    | 27.     |
| Gonzalo Barroilhet | dziesięciobój | bieg na 110 m przez płotki | 14.12   | 959    | 5.      |
| Gonzalo Barroilhet | dziesięciobój | rzut dyskiem               | 41.27   | 690    | 25.     |
| Gonzalo Barroilhet | dziesięciobój | skok o tyczce              | 5.40    | 1035   | 1.      |
| Gonzalo Barroilhet | dziesięciobój | rzut oszczepem             | 57.25   | 697    | 18.     |
| Gonzalo Barroilhet | dziesięciobój | bieg na 1500 m             | 4:48.23 | 629    | 20.     |
| Gonzalo Barroilhet | Finał         |                            |         | 7972   | 13.     |

Kobiety
| Zawodniczka    | Konkurencja | Eliminacje | Eliminacje | Ćwierćfinał | Ćwierćfinał | Półfinał | Półfinał | Finał   | Finał   |
| Zawodniczka    | Konkurencja | Wynik      | Miejsce    | Wynik       | Miejsce     | Wynik    | Miejsce  | Wynik   | Miejsce |
| -------------- | ----------- | ---------- | ---------- | ----------- | ----------- | -------- | -------- | ------- | ------- |
| Erika Olivera  | Maraton     | —          | —          | —           | —           | —        | —        | 2:36:41 | 64.     |
| Natalia Romero | Maraton     | —          | —          | —           | —           | —        | —        | 2:37:47 | 69.     |

| Zawodniczka    | Konkurencja    | Kwalifikacje | Kwalifikacje | Finał | Finał   |
| Zawodniczka    | Konkurencja    | Wynik        | Miejsce      | Wynik | Miejsce |
| -------------- | -------------- | ------------ | ------------ | ----- | ------- |
| Natalia Duco   | pchnięcie kulą | 18.45        | 12.          | 18.80 | 9.      |
| Karen Gallardo | rzut dyskiem   | 60.09        | 21.          | NQ    | NQ      |

### Łucznictwo
Kobiety
| Zawodniczka        | Konkurencja   | Runda rankingowa | Runda rankingowa | 1/32                | 1/16                | 1/8                 | Ćwierćfinał         | Półfinał            | Finał               | Finał   |
| Zawodniczka        | Konkurencja   | Punkty           | Rozstawienie     | Przeciwniczka Wynik | Przeciwniczka Wynik | Przeciwniczka Wynik | Przeciwniczka Wynik | Przeciwniczka Wynik | Przeciwniczka Wynik | Pozycja |
| ------------------ | ------------- | ---------------- | ---------------- | ------------------- | ------------------- | ------------------- | ------------------- | ------------------- | ------------------- | ------- |
| Denisse van Lamoen | indywidualnie | 645.             | 31.              | Esebua P 0-6        | NQ                  | NQ                  | NQ                  | NQ                  | NQ                  | NQ      |

### Pięciobój nowoczesny
| Zawodnik       | Konkurencja | Szermierka | Szermierka | Szermierka | Pływanie | Pływanie | Pływanie | Jazda konna | Jazda konna | Jazda konna | Kombinacja: strzelanie/bieg przełajowy | Kombinacja: strzelanie/bieg przełajowy | Kombinacja: strzelanie/bieg przełajowy | Suma punktów | Pozycja |
| Zawodnik       | Konkurencja | Wynik      | M.         | Punkty     | Czas     | M.       | Punkty   | Kary        | M.          | Punkty      | Czas                                   | M.                                     | Punkty                                 | Suma punktów | Pozycja |
| -------------- | ----------- | ---------- | ---------- | ---------- | -------- | -------- | -------- | ----------- | ----------- | ----------- | -------------------------------------- | -------------------------------------- | -------------------------------------- | ------------ | ------- |
| Esteban Bustos | Mężczyźni   | 15-20      | =25.       | 760        | 2:10.52  | 27.      | 1236     | 40          | 10.         | 1160        | 10:38.72                               | 10.                                    | 2448                                   | 5604         | 18.     |

### Pływanie
Kobiety
| Zawodniczka     | Konkurencja    | Eliminacje | Eliminacje | Półfinał | Półfinał | Finał | Finał   |
| Zawodniczka     | Konkurencja    | Czas       | Miejsce    | Czas     | Miejsce  | Czas  | Miejsce |
| --------------- | -------------- | ---------- | ---------- | -------- | -------- | ----- | ------- |
| Kristel Köbrich | 400 m dowolnym | 4:12.02    | 24.        | —        | —        | NQ    | NQ      |
| Kristel Köbrich | 800 m dowolnym | 8:29.55    | 14.        | —        | —        | NQ    | NQ      |

### Podnoszenie ciężarów
Mężczyźni
| Zawodnik             | Konkurencja | Rwanie | Rwanie  | Podrzut | Podrzut | Razem | Pozycja |
| Zawodnik             | Konkurencja | Wynik  | Pozycja | Wynik   | Pozycja | Razem | Pozycja |
| -------------------- | ----------- | ------ | ------- | ------- | ------- | ----- | ------- |
| Jorge Eduardo García | Do 105 kg   | 150    | 15.     | 191     | 15.     | 341   | 14.     |

Kobiety
| Zawodniczka           | Konkurencja | Rwanie | Rwanie  | Podrzut | Podrzut | Razem | Pozycja |
| Zawodniczka           | Konkurencja | Wynik  | Pozycja | Wynik   | Pozycja | Razem | Pozycja |
| --------------------- | ----------- | ------ | ------- | ------- | ------- | ----- | ------- |
| María Fernanda Valdés | Do 75 kg    | 96     | 10.     | 127     | =8.     | 223   | 9.      |

### Strzelectwo
Kobiety
| Zawodnik                  | Konkurencja | Kwalifikacje | Kwalifikacje | Finał  | Finał   |
| Zawodnik                  | Konkurencja | Punkty       | Miejsce      | Punkty | Miejsce |
| ------------------------- | ----------- | ------------ | ------------ | ------ | ------- |
| Francisca Crovetto Chadid | skeet       | 66           | 8.           | NQ     | NQ      |

### Szermierka
Mężczyźni
| Zawodnik        | Konkurencja          | 1/32             | 1/16             | 1/8              | Ćwierćfinały     | Półfinały        | Finał            | Finał   |
| Zawodnik        | Konkurencja          | Przeciwnik Wynik | Przeciwnik Wynik | Przeciwnik Wynik | Przeciwnik Wynik | Przeciwnik Wynik | Przeciwnik Wynik | Pozycja |
| --------------- | -------------------- | ---------------- | ---------------- | ---------------- | ---------------- | ---------------- | ---------------- | ------- |
| Paris Inostroza | Szpada indywidualnie | —                | Heinzer P 2-15   | NQ               | NQ               | NQ               | NQ               | NQ      |

Kobiety
| Zawodniczka   | Konkurencja          | 1/32                | 1/16                | 1/8                 | Ćwierćfinały        | Półfinały           | Finał               | Finał   |
| Zawodniczka   | Konkurencja          | Przeciwniczka Wynik | Przeciwniczka Wynik | Przeciwniczka Wynik | Przeciwniczka Wynik | Przeciwniczka Wynik | Przeciwniczka Wynik | Pozycja |
| ------------- | -------------------- | ------------------- | ------------------- | ------------------- | ------------------- | ------------------- | ------------------- | ------- |
| Caterin Bravo | Szpada indywidualnie | Lawrence P 12-15    | NQ                  | NQ                  | NQ                  | NQ                  | NQ                  | NQ      |

### Taekwondo
| Zawodnicy             | Konkurencja | 1/16              | Ćwierćfinał       | Półfinał          | Repasaż 1         | O brązowy medal   | Finał             | Finał   |
| Zawodnicy             | Konkurencja | Przeciwnicy Wynik | Przeciwnicy Wynik | Przeciwnicy Wynik | Przeciwnicy Wynik | Przeciwnicy Wynik | Przeciwnicy Wynik | Pozycja |
| --------------------- | ----------- | ----------------- | ----------------- | ----------------- | ----------------- | ----------------- | ----------------- | ------- |
| Yeny Contreras Loyola | -57 kg(k)   | Harnois P 3-14    | NQ                | NQ                | NQ                | NQ                | NQ                | NQ      |

### Tenis stołowy
Kobiety
| Zawodniczka     | Konkurencja | Eliminacje          | Runda 1             | Runda 2             | Runda 3             | Runda 4             | Ćwierćfinały        | Półfinały           | Finał               | Finał   |
| Zawodniczka     | Konkurencja | Przeciwniczka Wynik | Przeciwniczka Wynik | Przeciwniczka Wynik | Przeciwniczka Wynik | Przeciwniczka Wynik | Przeciwniczka Wynik | Przeciwniczka Wynik | Przeciwniczka Wynik | Pozycja |
| --------------- | ----------- | ------------------- | ------------------- | ------------------- | ------------------- | ------------------- | ------------------- | ------------------- | ------------------- | ------- |
| Berta Rodríguez | Singel      | BYE                 | Tian Y P 0-4        | NQ                  | NQ                  | NQ                  | NQ                  | NQ                  | NQ                  | NQ      |

### Triathlon
| Zawodnicy             | Konkurencja | Pływanie (1,5 km) | Zmiana 1 | Jazda na rowerze (40 km) | Zmiana 2 | Bieg (10 km) | Czas    | Pozycja |
| --------------------- | ----------- | ----------------- | -------- | ------------------------ | -------- | ------------ | ------- | ------- |
| Felipe Van de Wyngard | Mężczyźni   | 18:53             | 0:41     | 58:52                    | 0:33     | 34:03        | 1:53:02 | 50.     |
| Bárbara Riveros       | Kobiety     | 19:44             | 0:38     | 1:07:03                  | 0:35     | 34:15        | 2:02:15 | 16.     |

### Wioślarstwo
Mężczyźni
| Zawodnik      | Konkurencja | Eliminacje | Eliminacje | Repasaże | Repasaże | Ćwierćfinał | Ćwierćfinał | Półfinał | Półfinał | Finał   | Finał   |
| Zawodnik      | Konkurencja | Czas       | Miejsce    | Czas     | Miejsce  | Czas        | Miejsce     | Czas     | Miejsce  | Czas    | Miejsce |
| ------------- | ----------- | ---------- | ---------- | -------- | -------- | ----------- | ----------- | -------- | -------- | ------- | ------- |
| Oscar Vasquez | jedynka     | 7:06.33    | 5. (R)     | 7:09.12  | 2. (QF)  | 7:24.07     | 5. (P CD)   | 7:57.36  | 5. (F D) | 7:36.79 | 23.     |

### Zapasy
Mężczyźni
Styl klasyczny
| Zawodnik    | Konkurencja | Kwalifikacje     | 1/8              | Ćwierćfinał      | Półfinał         | Repasaż 1        | Repasaż 2        | Finał            | Finał   |
| Zawodnik    | Konkurencja | Przeciwnik Wynik | Przeciwnik Wynik | Przeciwnik Wynik | Przeciwnik Wynik | Przeciwnik Wynik | Przeciwnik Wynik | Przeciwnik Wynik | Miejsce |
| ----------- | ----------- | ---------------- | ---------------- | ---------------- | ---------------- | ---------------- | ---------------- | ---------------- | ------- |
| Andres Ayub | Do 120 kg   | BYE              | Ferselidze P 0-3 | NQ               | NQ               | NQ               | NQ               | NQ               | 18.     |

### Żeglarstwo
Mężczyźni
| Zawodnik                           | Konkurencja | Wyścig | Wyścig | Wyścig | Wyścig | Wyścig | Wyścig | Wyścig | Wyścig | Wyścig | Wyścig | Wyścig | Punkty | Finałowa pozycja |
| Zawodnik                           | Konkurencja | 1      | 2      | 3      | 4      | 5      | 6      | 7      | 8      | 9      | 10     | M*     | Punkty | Finałowa pozycja |
| ---------------------------------- | ----------- | ------ | ------ | ------ | ------ | ------ | ------ | ------ | ------ | ------ | ------ | ------ | ------ | ---------------- |
| Matias del Solar                   | Laser       | 16     | 32     | 25     | 43     | 20     | 17     | 50     | 29     | 44     | 29     | –      | 255    | 25.              |
| Diego González Parro Benjamin Grez | 470         | 25     | 21     | 23     | 23     | 25     | 18     | 18     | 23     | 20     | 25     | –      | 196    | 27.              |